# Tell Me (hide-dal)
A Tell Me hide japán gitáros és énekes negyedik szóló kislemeze, mely 1994. március 24-én jelent meg. A kislemez 4. helyezett volt az Oricon slágerlistáján, és 200 000 eladott példánnyal aranylemez minősítést szerzett. A B-oldalon szereplő Scanner (Ai no Duet?) különbözik a Hide Your Face albumon szereplő verziótól, mert ebben a változatban a Luna Sea énekese, Kavamura Rjúicsi is énekel.
2000. január 19-én a Tell Me-t újra kiadták, ezúttal a Spread Beaver közreműködésével. Ez a változat 2. lett az Oriconon, és szintén aranylemez lett.
2007. december 12-én az eredeti verziót új borítóval újra kiadták. 2010. április 28-án hanglemez formátumban is megjelent.

## Számlista
1994-es eredeti kiadás
Az összes szám szerzője hide. 
| #  | Cím                                                                        | Hossz |
| -- | -------------------------------------------------------------------------- | ----- |
| 1. | Tell Me                                                                    | 4:44  |
| 2. | Scanner (Ai no Duet?) (SCANNER 愛のデュエット？, ’Scanner: Duet of Love?’) | 3:26  |
| 3. | Tell Me (Original TV Mix)                                                  | 4:48  |

2000-es kiadás
| #  | Cím                                           | Hossz |
| -- | --------------------------------------------- | ----- |
| 1. | Tell Me                                       | 4:50  |
| 2. | Pink Spider (Live at Yokohama on Nov.18.1998) | 4:31  |
| 3. | Tell Me (Voiceless Version)                   | 4:59  |